# Vincenzo Fiorelli
Vincenzo Fiorelli (Palermo, 1752 – Palermo, 27 gennaio 1839) è stato un architetto italiano.

## Biografia
Vincenzo Fiorelli nacque a Palermo intorno al 1752, figlio di Gioacchino Fiorelli e Valeria Figliolo. Sposò Giovanna Salemi ed ebbe quattro figli: Valeria (moglie del pittore Francesco Ognibene), Antonio, Gioacchino e Rosalia.
Allievo dell'architetto Giovan Battista Cascione, con il quale collaborò spesso firmandosi "Vincenzo Fiorelli e Cascione", contribuì al completamento della facciata di Villa Valguarnera tra il 1761 e il 1785.
Nel 1786 realizzò la facciata classicheggiante dell'Oratorio del Rosario di San Domenico, caratterizzata da un portale in marmo incorniciato da due coppie di lesene composite e da un attico frontonato con finestra termale.
Nel 1794 lavorò alla Villa Trabia su commissione della principessa di Cassaro, Maria Cristina Lucchese, la quale morì poco dopo.
Nello stesso anno diresse i lavori per la casina in contrada Acquasanta per Don Ignazio Majo.
Nel 1797 operò per il principe Ercole Branciforte, progettando e realizzando la certosa, un padiglione neoclassico con pronao a quattro colonne doriche adagiate su una base a scalini e decorato con affreschi, all'interno del Palazzo Butera.
Nel 1802 curò il rifacimento della facciata di Palazzo Benso.
Fiorelli è ricordato anche per il rifacimento del duomo di Comiso, distrutto dal terremoto del 1693.
Nel 1822, in collaborazione con l'architetto Emanuele Cardona, costruì il nuovo altare maggiore della chiesa di Casa Professa, probabilmente il suo ultimo lavoro, all'età di circa 70 anni.
Riuscì a scampare all'epidemia di colera del 1837 e morì a Palermo nel 1839.

## Opere
- "Pianta topografica del feudo di Bissana e misure delli territori di Cattolica e Cianciana per quelle porzioni che riguardano la questione tra l'una e l'altra università intorno al suddetto feudo", Palermo, 26 maggio 1798 [8]
- "Profilo di quel tratto di strada carrozzabile di conto della università di Avola, principiando dall'abitato sino a quella Marina", Palermo, 20 dicembre 1808